# Porcsalma
Porcsalma nagyközség Szabolcs-Szatmár-Bereg vármegye délkeleti részén, a Szatmári-síkságon, a Csengeri járásban.

## Fekvése
A vármegye keleti széle közelében helyezkedik el, Mátészalkától 24, Fehérgyarmattól 17, Csengersimától 12 kilométer távolságra. A legközelebbi szomszédos települések közül Pátyodtól 2,5, Tyukodtól 4,5, Ököritófülpöstől pedig 5,5 kilométer választja el.

### Megközelítése
Legfontosabb közúti megközelítési útvonala a 49-es főút, ezen érhető el a vármegye nagyobb városai és az országhatár felől is. A környező települések közül Szamossályival és Jánkmajtissal a 4138-as, Tyukoddal és Urával a 4923-as út köti össze.
A hazai vasútvonalak közül a települést a Mátészalka–Csenger-vasútvonalérinti, melynek egy megállási pontja van itt. Porcsalma-Tyukod vasútállomás a két névadó település határvonalán helyezkedik el, a 4923-as út vasúti keresztezése közelében, közvetlen közúti elérését az abból kiágazó 49 337-es számú mellékút biztosítja.

## Nevének eredete
A Károlyi család egykori levéltárosa Walther László szerint a település eredetéről: 1388-ban Csaholyi Sebestyén Sós helység határán egy új községet alapított, s azt az ott található sok porczhfűtől Porczhalmának nevezte el.

## Története
Nevét írásos alakban 1237-ben említik először az oklevelek. 1388-ban, Csaholyi Sebestyén új községet alapított itt, de a Kaplon nemzetségbeliek tiltakoztak a nádor előtt a jogtalan betelepítés ellen, mivel az az ő területükre esett. 1397-ben már Drág és Balk vajdák az urai, de a Csaholyi családnak is marad benne része, mert 1399-ben mikor Eke Tyukodját elfoglalták, a lakosokat ide telepítették. A 15. században a Domahidy Istvánnak volt itt birtoka.
1448-ban Lónyay András kap benne részt, anyai jusson, majd 1454-ben a Domahidy családnak zálogosítják el. 1466-ban ecsedi Báthory István, András és László is birtokosai a településnek. Az ecsedi Báthori-családtól a Bethlen-, majd a Rákóczi-család tagjai örökölték. A Báthory és Domahidy családbeliek mellett 1516-ban Ungai Hajas Tamás, 1517-ben Guthy Ferenc és Imre is részt kapott benne. 1562-ben a községben nagy tűzvész pusztított, csak 11 és fél porta maradt meg. Ekkortájt részben már királyi birtok. 1570-ben Báthory Miklós birtoka. 1624-ben Bethlen Gábor erdélyi fejedelem kapta meg a Báthory birtokot, de van itt részbirtoka Pogrányi Györgynek, majd 1630-ban Csapy Zsófiának, Mosdóssy Imrének is.
A szatmári béke után a gróf Károlyi családbeliek kapták meg a Rákóczi részt. Gróf Károlyi Antal a birtok nagyobb részét Szaplonczay Kristófnak engedte át. A 19. században birtokosa a Bajnay, a Balla, a Balogh, a Belényesi, a Czibere, a Császár, a Csehi/Csehy, a Csúri, a Domokos, az Erdős, a Farkas, a Galgóczy, a Galvácsi, a Gyarmathi, a Gyene, a Juhász, a Kanyó, a Katona, a Kállay, a Károlyi, a Lázár Kovács, a Marsovszky, a Pap, a Péchy, a Sajó, a Szaplonczay, a Szentmarjay, a Szuhányi, a Tarczali, a Turbucz és a Vállyi család. A 20. század elején a község nagyobb birtokosai Péchy László, Gyene Zsigmond örökösei, Groszmann Adolf, Gyene Károlyné, Balogh Pál és Sándor. 1944-ben Gyene Pál, Gyene István, Péchy Manó, Péchy Szabolcs, Péchy László, a Policzer, a Groszmann és a Trencsényi család a birtokosai.
Porcsalma a szomszédos Tyukodhoz hasonlóan az egykori Ecsedi-láp szélén fekvő település volt, melyet a környező falvak népe Rétnek, a környező vidéket pedig Rétoldalnak nevezett.

## Közélete

### Polgármesterei
- 1990–1994: Fehér Zoltán (független)[3]
- 1994–1998: Fehér Zoltán (független)[4]
- 1998–2002: Fehér Zoltán (független)[5]
- 2002–2006: Csehi Kálmánné (független)[6]
- 2006–2010: Kanyó Imre (független)[7]
- 2010–2014: Kanyó Imre (Fidesz-KDNP)[8]
- 2014–2019: Kanyó Imre (Fidesz-KDNP)[9]
- 2019–2024: Kanyó Imre (Fidesz-KDNP)[10]
- 2024– : Kanyó Imre (Fidesz-KDNP)[1]

## Népesség
A település népességének változása:
| Lakosok száma | 2682 | 2712 | 2743 | 2713 | 2585 | 2576 | 2576 |
|               | 2013 | 2014 | 2015 | 2021 | 2022 | 2023 | 2024 |

2001-ben a település lakosságának 90%-a magyar, 10%-a cigány nemzetiségűnek vallotta magát.
A 2011-es népszámlálás során a lakosok 91,3%-a magyarnak, 27,9% cigánynak, 0,8% románnak mondta magát (8,6% nem nyilatkozott; a kettős identitások miatt a végösszeg nagyobb lehet 100%-nál). A vallási megoszlás a következő volt: római katolikus 6,1%, református 62%, görögkatolikus 14,4%, felekezeten kívüli 5,5% (10,7% nem válaszolt).
2022-ben a lakosság 92,6%-a vallotta magát magyarnak, 11,2% cigánynak, 1% románnak, 0,2% ukránnak, 0,1-0,1% görögnek és németnek, 1,2% egyéb, nem hazai nemzetiségűnek (7,4% nem nyilatkozott; a kettős identitások miatt a végösszeg nagyobb lehet 100%-nál). Vallásuk szerint 3,6% volt római katolikus, 40% református, 10% görög katolikus, 1,5% egyéb keresztény, 0,2% evangélikus, 0,1% ortodox, 5,8% felekezeten kívüli (37,2% nem válaszolt).

## Itt születtek
- Kiss Kálmán (1843–1913) tanítóképző-intézeti igazgató, tanár, egyházi író.
- Kiss Áron (1845–1908) bölcseleti doktor, tanítóképző intézeti igazgató, néprajzi gyűjtő, pedagógiai szakíró.
- Kiss Pál (1885–1950) ügyvéd, liberális politikus, országgyűlési képviselő, Kiss Áron féltestvére.
- Erdős Jenő (1912–1981) újságíró, szerkesztő.

## Nevezetességei

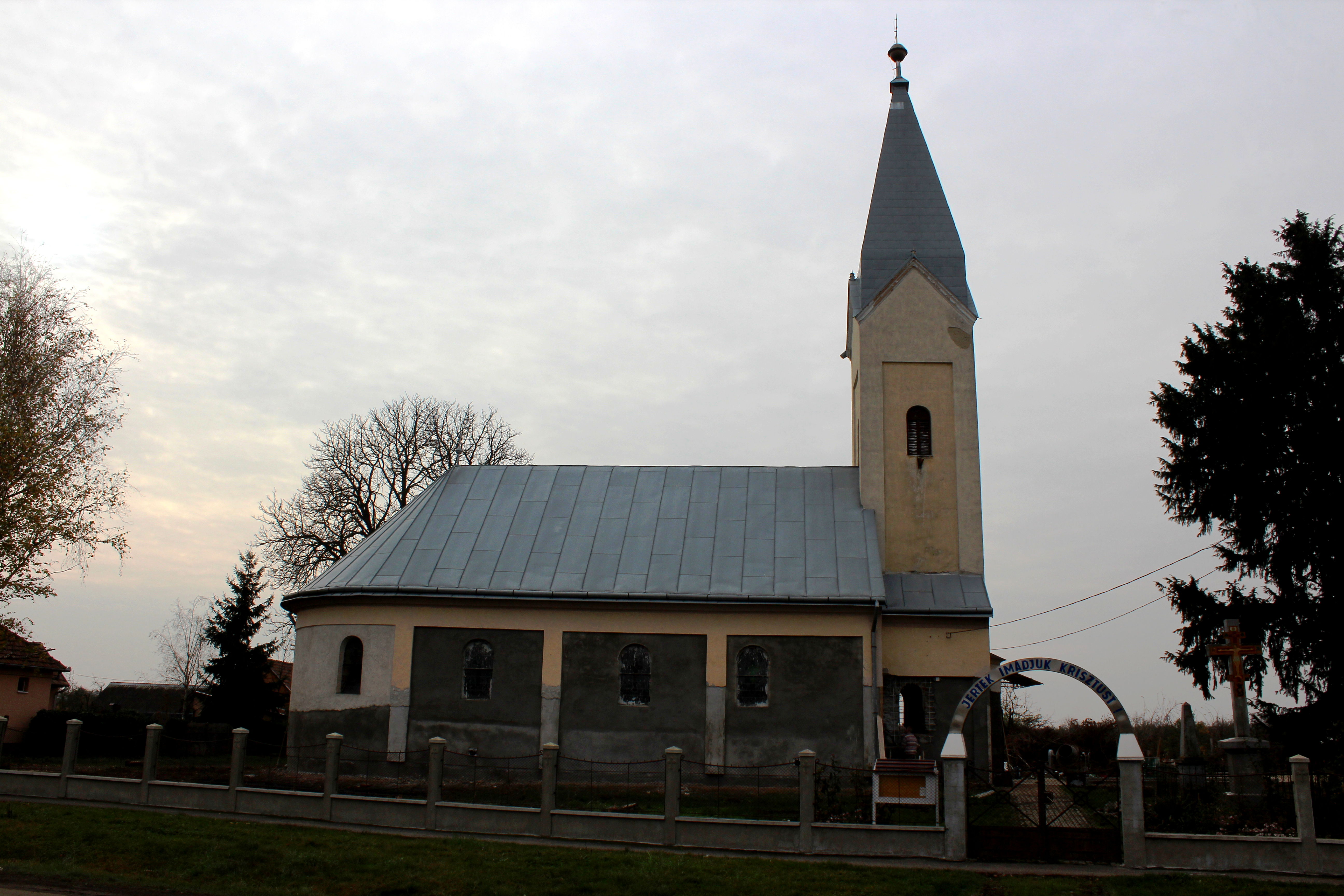
A felújítás alatt álló görögkatolikus templom

Műemlék református temploma (amely eredetileg katolikus templom volt) a 15. században épült, késő gótikus stílusban. A templom berendezése a 18. században készült, copf stílusban. Tornyát 1795-ben építették hozzá (ekkor már református templom, amit a református egyház vett meg a mai református temetővel, ami szintén katolikus volt), és a templomot 1842-ben megnagyobbították. Falába építve egy emléktábla található, amely Kovács György emlékét örökíti meg, aki 1717-ben a községet megmentette a török-tatár csapatok dúlásától azáltal, hogy a község köré szalmát rakott és azt meggyújtotta. A tatárok azt hitték, hogy a község leégett és elvonultak.
Görögkatolikus templomát 1786-ban Szűz Mária Oltalma tiszteletére szentelték. A díszesen faragott szentségházat és a főoltárt Juhász Mihály máriapócsi asztalosmester készítette 1939-ben. 1999-ben új ikonosztázt készített Gergely József mátészalkai mester és Pikó László debreceni festőművész. 2013 novemberében 30 millió forintos állami támogatással felújították.